# Temporada 2021-2022 del Club Joventut Badalona
La temporada 2021-2022 és la 93a temporada del Club Joventut Badalona des de la seva fundació. La Penya disputa la seva 66a temporada a la màxima categoria del bàsquet espanyol i participa a l'Eurocup per tercera temporada consecutiva.

## Plantilla

### Primer equip
| Club Joventut Badalona: Plantilla 2021-22 |                      |            |      |                                  |                            |
| #                                         | Jugador              | Pos.       | A.p  | Club de procedència              | Temporades al primer equip |
| 2                                         | Pep Busquets         | Escorta    | 1.97 | Joventut Badalona - Bàsquet Base | 3                          |
| 3                                         | Brandon Paul         | Escorta    | 1.93 | Adelaide 36ers                   | 1/1                        |
| 4                                         | Pau Ribas            | Escorta    | 1.94 | Barça                            | 4/2                        |
| 10                                        | Vladimir Brodziansky | Aler pivot | 2.10 | Monbus Obradoiro                 | 2                          |
| 14                                        | Albert Ventura (C)   | Escorta    | 1.92 | Joventut Badalona - Bàsquet Base | 12                         |
| 16                                        | Guillem Vives        | Base       | 1.92 | València Basket                  | 2/1                        |
| 20                                        | Ferran Bassas        | Base       | 1.81 | Hereda San Pablo Burgos          | 1/2                        |
| 22                                        | Andrés Feliz         | Base       | 1.83 | Club Bàsquet Prat                | 1                          |
| 30                                        | Derek Willis         | Aler pivot | 2.06 | Happy Casa Brindisi              | 1                          |
| 35                                        | Arturs Zagars        | Base       | 1.90 | Joventut Badalona - Bàsquet Base | 2                          |
| 35                                        | Simon Birgander      | Pivot      | 2.09 | Clavijo Logroño                  | 5                          |
| 44                                        | Joel Parra           | Aler pivot | 2.02 | Joventut Badalona - Bàsquet Base | 3                          |
| 88                                        | Ante Tomić           | Pivot      | 2.17 | Barça                            | 2                          |

- El nom del jugador en negreta indica que el jugador ha passat pel Bàsquet Base
- El fons verd indica que el jugador s'ha incorporat al primer equip aquesta temporada

### Equip tècnic
| Club Joventut Badalona: equip tècnic 2021-22 |                         |
| Membre                                       | Funció                  |
| Carles Duran                                 | Entrenador              |
| Pau Del Tio                                  | Entrenador ajudant      |
| Dani Miret                                   | Entrenador ajudant      |
| Adrià Delgado                                | Delegat                 |
| Dani Moreno                                  | Preparador físic        |
| Antoni Mora                                  | Cap dels Serveis Mèdics |

### Baixes
| Baixes a l'inici de temporada |                      |                  |
| Jugador                       | Pos.                 | Destí            |
| Conor Morgan                  | Aler pivot           | Morabanc Andorra |
| Shawn Dawson                  | Aler                 | Bnei Herzilya    |
| Nenad Dimitrijevic            | Base                 | València Basket  |
| José Ángel Samaniego          | Entrenador assistent | Los Leones       |
| Xabi López-Arostegui          | Aler                 | València Basket  |